# La oración del huerto (El Greco, Buenos Aires)
La oración del huerto de Getsemaní, que se encuentra en el Museo Nacional de Bellas Artes, en Buenos Aires es una pintura del Greco realizada entre 1600-07.

## Introducción
En su catálogo razonado de obras del Greco, Harold Wethey distingue dos modelos bastante diferentes sobre este tema. El tipo I comprende tres pinturas de formato apaisado, mientras que los lienzos de formato vertical componen el tipo II. El presente lienzo pertenece a este segundo modelo.

## Tema de la obra
La Oración del huerto de Getsemaní es un episodio citado en los cuatro evangelios canónicos. El evangelio de Juan ofrece una pequeña introducción (Jn 18: 1-3), y los tres evangelios sinópticos hacen una relación más detallada. El cuadro del Greco está basado en el relato del evangelio de Mateo (Mt  26:36-46)y en el del evangelio de Marcos (Mc 14: 32-42)—que son casi iguales—- pero añade elementos del evangelio de Lucas (Lc. 22: 39-4) refiriendo la aparición del ángel, y representando a Jesús arrodillado y no prosternado, como lo hacen los otros dos evangelios sinópticos.

## Análisis de la obra

### Datos técnicos y registrales
- Museo Nacional de Bellas Artes, n º. de inventario: 2569;[7]
- Pintura al óleo sobre lienzo;
- Dimensiones: 110 x 76 cm, según Wethey (108 x 76 cm, según el museo);
- Datación: hacia 1605-1610, según Wethey (1600-1607, según el museo);
- Restos de la firma del pintor, apenas visibles;
- Catalogado por Wethey con el n º.35 y por Tiziana Frati con el n º.153-b.[8]

### Comentario sobre la obra
Según Harold Wethey, se trata de una buena versión de La oración del huerto (Andújar), considerada el prototipo del tipo II. En la presente obra, se supone una cierta participación del taller del maestro. El sentido del espacio se ha reducido, y los plegados de los ropajes están excesivamente elaborados, comparados con la audaz simplicidad de la versión de Andújar. Los elementos del paisaje, como en otras variaciones del tipo II, tienden a ser simples indicaciones formales, en lugar de elementos naturalistas, y la luz crea una atmósfera casi esquemática, jugando con los vivos colores. El Dibujo de La oración en el Huerto, atribuido al Greco, podría ser un estudio para esta obra, o para alguna otra versión de este mismo tema.

## Procedencia
- A. Pidal (Madrid) 1908;
- Enrique Uriburu (Buenos Aires);
- Kompaniet, Nordiska (Buenos Aires).[11]